# 勝光
勝光（しょうこう）は、五胡十六国時代、夏の君主赫連定の治世で使用された元号。428年2月 - 431年6月。

## 西暦・干支との対照表
| 勝光 | 元年  | 2年   | 3年   | 4年   |
| 西暦 | 428年 | 429年 | 430年 | 431年 |
| 干支 | 乙丑  | 丙寅  | 丁卯  | 戊辰  |